# Lê Văn Miến
Lê Văn Miến (13 tháng 3, 1874 – 1943) hay Lê Miến là một họa sĩ vẽ tranh sơn dầu, có thể ông là người đầu tiên du nhập kỹ thuật vẽ sơn dầu Châu Âu vào Việt Nam.

## Tiểu sử
Ông sinh ngày 13 tháng 03, 1874 tại Thành phố Vinh. Ông được Triều đình Huế gửi sang học tại trường Thuộc địa Paris vào năm 1889. Từ năm 1890 tới 1894, trong khi là học sinh trường Thuộc địa, ông được nhận vào học vẽ tại xưởng của danh họa Pháp Jean-Léon Gérôme - Giáo sư trường Mỹ thuật Paris (École des Beaux-Arts de Paris). Ông được Jean-Léon Gérôme và trường Mỹ thuật Paris đề nghi Bộ Giáo dục công, Mỹ thuật và Tín ngưỡng cho phép tham gia thi giành Giải thưởng La Mã (Prix de Rome), nhưng không được chấp thuận vì không có quốc tịch Pháp.
Năm 1895, Lê Văn Miến về nước, làm việc tại nhà in Schneider tại Hà Nội, sau đó dạy học ở Vinh. Năm 1913, Lê Văn Miến được bổ nhiệm làm trợ giáo và được phong hàm "Hàn lâm viện thị giảng" trường Hậu Bổ, đến cuối năm 1914 được thăng chức Phó đốc giáo và năm 1919 được làm Đốc giáo. Năm 1921 Lê Văn Miến được cử làm Tế tửu Quốc Tử Giám và giữ chức vụ này đến lúc về hưu năm 1929.
Lê Văn Miến có thể là người Việt Nam đầu tiên đã du nhập kỹ thuật vẽ sơn dầu châu Âu vào Việt Nam.
Hiện nay số tác phẩm được xác định là do Lê Văn Miến sáng tác còn rất ít. Đó là 2 bức sơn dầu, bị hư hỏng nặng, vẽ chân dung cụ Tú Mền và chân dung cụ Lê Hy, và hai bức màu nước vẽ chân dung cụ ông và cụ bà Nguyễn Khoa Luận. Một bức sơn dầu khác, có tên "Bình văn", hiện được bày tại Bảo tàng Mỹ thuật Việt Nam và cũng bị hư hỏng nặng, được cho là một tác phẩm vẽ chưa xong của Lê Văn Miến.

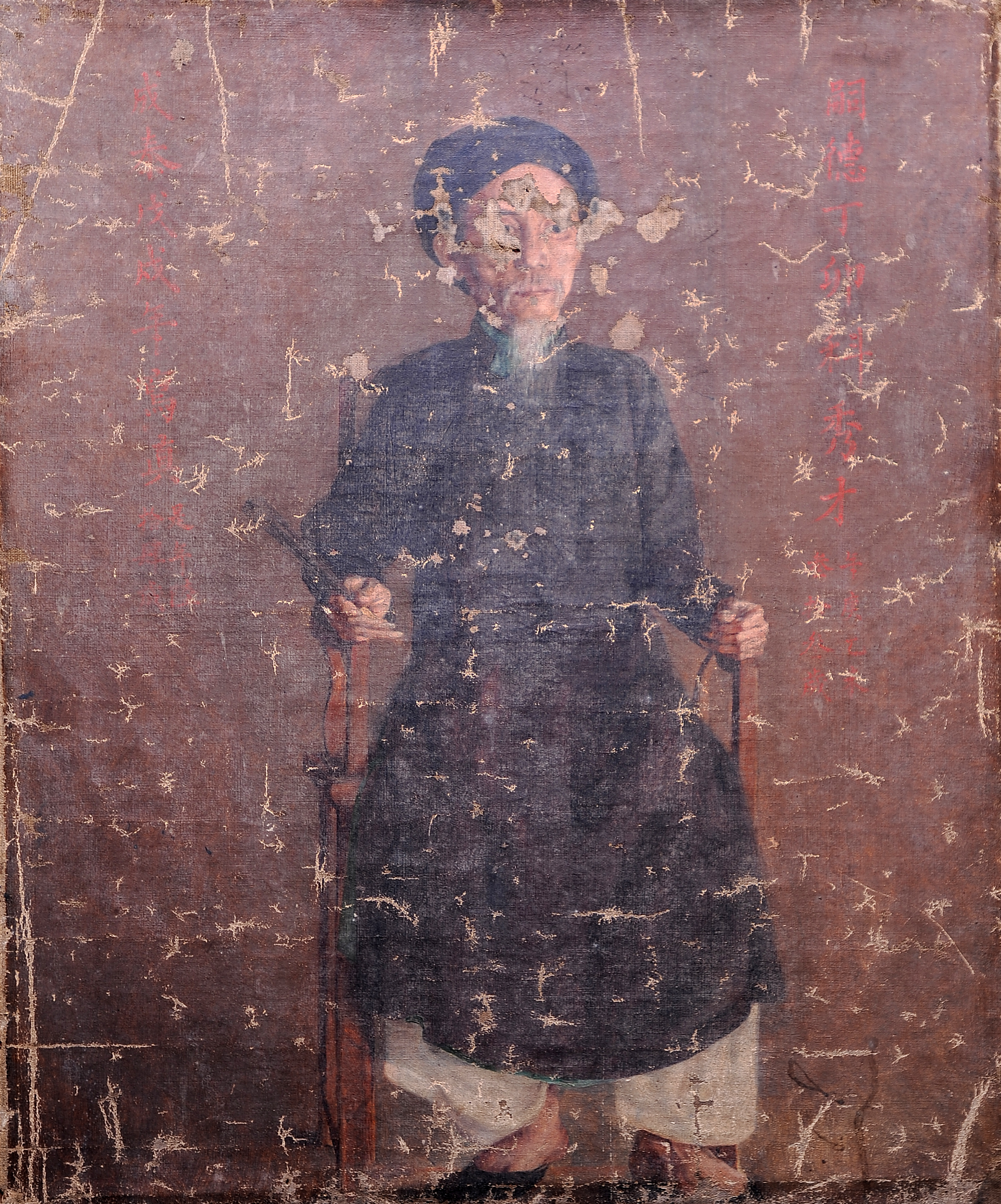
Lê Văn Miến, Chân dung cụ Tú Mền (1898), sơn dầu trên canvas, 60 x 45 cm, Bảo tàng Mỹ thuật Việt Nam